# Carroll O’Connor
Carroll O’Connor, właśc. John Carroll O’Connor (ur. 2 sierpnia 1924 w Nowym Jorku, zm. 21 czerwca 2001 w Culver City) – amerykański komik, aktor, reżyser i producent filmowy i telewizyjny, uhonorowany nagrodą Złotego Globu i pięciokrotnie nagrodą Emmy, a także otrzymał 10 razy nominację do nagrody Złotego Globu i czterokrotnie do nagrody Emmy. Posiada gwiazdę na Hollywoodzkiej Alei Gwiazd.
Zmarł 21 czerwca 2001 w Culver City w stanie Kalifornia na atak serca. Miał 76 lat.

## Wybrana filmografia

### Seriale TV
- 1950: Armstrong Circle Theatre
- 1959: Bonanza jako Tom Slayden
- 1963: The Outer Limits jako Deimos
- 1994: Ich pięcioro jako Jake Gordon

### Filmy fabularne
- 1961: A Fever in the Blood jako Matt Keenan
- 1965: Wojna o ocean jako dowódca porucznik Burke
- 1970: Złoto dla zuchwałych jako generał dywizji Colt
- 2000: Wróć do mnie jako Marty O’Reilly